# Кадишев, Арнольд Борисович
Арнольд Борисович Кадишев (25 декабря 1895—1968) — доктор исторических наук (1963), полковник.

## Биография
А. Б. Кадишев родился в 1895 году в Бердичеве в семье мелкого служащего.
Начальное образование получил в Бердичевском коммерческом училище. В 1914—1916 годах учился в Психоневрологическом институте, в Петрограде.
В 1916 году призван в армию, службу проходил в 64-м пехотном полку 16-й пехотной дивизии вольноопределяющимся. В конце 1916 года уволен из армии по болезни.
Участник Февральской революции 1917 года. В мае 1917 года вернулся в Бердичев. В 1918 году вступил в ВКП(б) и возглавил подпольный ревком в Бердичеве, после поражения Директории — председатель Бердичевского городского совета.
Командовал отрядом в составе 1-й Украинской советской дивизии. Организовал издательство Западного фронта (Литиздат ПУЗАП), которое выпустило десятки изданий на разных языках, в том числе на идише. В 1919 году Арнольд Кадишев стал организатором и первым редактором городской газеты «Известия», которая после череды переименований в 1925 году получила название «Радянський шлях» («Советский путь», с 1992 года — «Земля Бердичевская»).
В 1921 году — заместитель, а впоследствии начальник политуправления Западного фронта. С 1922 года — ответственный редактор журнала «Политработник», красноармейских журналов «Красная звезда» и «Красный шмель» и начальник военно-политического отдела Высшего военного редакционного совета. В 1929—1932 годах начальник отдела печати Политического управления Рабоче-крестьянской Красной армии.
В 1929—1932 годах учится в Военной академии им. Фрунзе, по окончании которой до 1947 года оставался в академии преподавателем кафедры военной истории.
В феврале 1936 года присвоено специальное воинское звание бригадный комиссар.
В 1937 году был репрессирован, но вскоре восстановлен в правах и возвращён к работе на кафедре.
Во время Великой Отечественной войны А. Б. Кадишев занимался подготовкой офицерских кадров в Академии им. Фрунзе. В этот период он работает над темами: «Советская военная доктрина», «Эволюция оперативно тактических взглядов в военном искусстве Красной Армии», «Учение марксизма-ленинизма о войне и армии».
В 1946-47 годах читал курс лекций «Основные этапы развития советского военного искусства и строительства Красной Армии». С 1947 года — в отставке. Доктор исторических наук (1963). 
Жил в Москве. Умер в 1968 году, похоронен на Новодевичьем кладбище.

## Награды и звания
- Орден Ленина (21.02.1945)
- Орден Красного Знамени (03.11.1944)

## Научные труды
Опубликовал 56 книг по военно-исторической и общественно-политической тематике, до 400 статей в различных журналах, сборниках, энциклопедиях и газетах.
За 15 лет преподавательской работы подготовил несколько учебных пособий, наиболее значительными из которых были: «Операции начального периода гражданской войны»; «Австро-германская интервенция 1918 года»; «Героическая оборона Царицина»; «Кризис Орловско-Кромского сражения в 1919 году». Занимаясь изучением истории гражданской войны А. Б. Кадишев пишет монографию «Искусство вооруженного восстания и тактика уличного боя», которое было переиздано в 1942 году руководством Ленинградского фронта в качестве учебного пособия для бойцов.
Находясь в запасе, на основе лекций ранее читаемых в академии, опубликовал фундаментальный труд «История советского военного искусства 1917—1941 гг». Книга переиздавалась два раза, в 1948 и 1949 годах и долгое время использовалась в качестве учебного пособия во многих военных академиях.
Многолетние исследования Кадишева в области исследования гражданской войны завершились капитальным исследованием интервенции и гражданской войны в Закавказье. Данный труд был представлен Кадишевым в качестве диссертации на соискание степени доктора военных наук.
- Кадишов А. Б. Социалистическая республика в капиталистическом окружении: (внешняя экономическая политика концессии) . — Смоленск: Литературно-издат. отдел Политуправления Реввоенсовета Запад. фронта, 1921.
- Кадишов А. Б. История советского военного искусства. 1917—1940. — М.: Издательство ВПА, 1949.
- Кадишов А. Б. Сталинский план разгрома Деникина. — М.: Воениздат, 1946.
- Кадишов А. Б. . Интервенция и гражданская война в Закавказье. — М.: Воениздат, 1960.